# Трудові ресурси в УРСР
Трудові́ ресу́рси поряд з наявними природними ресурсами і засобами виробництва, є складовою частиною продуктивних сил суспільства. Чисельність і структура трудових ресурсів безпосередньо пов'язані з чисельністю населення, його зростанням та віковою структурою, а економічна ефективність їх з такими чинниками, як наявне законодавство (Трудове право), підготовка і розподіл кваліфікованих кадрів, продуктивність праці, заробітна плата, географічне розміщення, життєвий рівень населення, міграційні та урбанізаційні процеси тощо…
Згідно з радянським законодавством, до трудових ресурсів належало населення віком від 16 до 60 років для чоловіків і від 16 до 55 років для жінок (за винятком тих, що служили в лавах радянської армії і непрацездатних матерів з 4 й більше дітьми), а також особи за межами працездатного віку, які з тих чи інших причин працювали (в СРСР це на 4/5 особи пенсійного віку та на 1/5 підлітки, що працювали переважно в колгоспах і радгоспах). Кількість працездатного населення (потенціального за віком) в УРСР в млн і у % до всього населення (у дужках у всьому СРСР) для окремих років була така:
| Роки | млн  | %            |
| ---- | ---- | ------------ |
| 1939 | 32,1 | 57,0 (53,6%) |
| 1959 | 24,9 | 59,4 (57,4%) |
| 1970 | 26,2 | 55,5 (54,0%) |
| 1975 | 28,1 | 57,5 (56,3%) |

Частка трудових ресурсів в Україні на 1970 рік становила серед чоловіків 59,5%, серед жінок — 52,5% (відповідні числа для СРСР 1970 — 57,6 і 51,1%). Для порівняння — відсоток трудових ресурсів до всього населення даної країни становив у 1975 для США 44,2 (чоловіків 56,6% і жінок 32,7%), для Західної Німеччини — 45,3 (60,0% і 31,7%), для Франції — 42,2 (55,6% і 29,3%), Англії — 46,2 (60,0% і 33,1%). Невисокий рівень продуктивності праці та життєвого рівня населення УРСР і СРСР, порівняно з країнами Заходу, зумовлював потребу в екстенсивному зростанні зайнятості, більшій участі умовно-непрацездатної частини населення в суспільному труді. В першу чергу це стосується зайнятості жінок — відрив їх від праці вдома, «вийняття» із процесу виховання (соціалізації) дітей. Таким чином, порівняно низька реальна продуктивність праці в СРСР «перекривалась» високими статистичними показниками трудових ресурсів, порівняно із країнами Заходу.
Важливим показником внутрішньої структури розподіл працездатного населення УРСР у виробничій і невиробничій галузях народного господарства (без студентів, у дужках показники для всього СРСР; у %):
|                                     | 1965 | %    | 1970 | %    | 1976 | %    |
| ----------------------------------- | ---- | ---- | ---- | ---- | ---- | ---- |
| Всього в народному господарстві     | 100  | 100  | 100  | 100  | 100  | 100  |
| У галузях матеріального виробництва | 82,9 | 79,8 | 79,9 | 77,1 | 77,8 | 75,4 |
| У тому числі робітники і службовці  | 47,3 | 55,9 | 52,7 | 59,0 | 56,2 | 60,8 |
| Колгоспники                         | 33,0 | 20,9 | 25,8 | 16,2 | 20,1 | 12,7 |
| Присадибне сільське господарство    | 2,5  | 2,9  | 1,4  | 1,9  | 1,5  | 1,9  |
| У невиробничих галузях              | 17,1 | 20,2 | 20,1 | 22,9 | 22,2 | 24,6 |

Таким чином, трудові ресурси в Україні порівняно з усім СРСР, значно більше були сконцентровані у сільському виробництві та слабше — у невиробничих галузях.
На території України трудові ресурси не були рівномірно розподілені і раціонально використовувані. У західних областях, у зв'язку з слабо розвиненим промисловим виробництвом трудомістких галузей, були наявні вільні трудові ресурси. У районах концентрації промислового виробництва (Південно-західна Україна і Донецько-Придніпровський економічний район) вони в основному були зосереджені по містах, і відчувалась помітна недостача робочої сили. Попри те, що в 1970-тих роках помітно посилився процес переміщення частини трудових ресурсів із західних до південних областей (Кримської, Миколаївської, Херсонської), одночасно тривав наплив на Україну робітництва з російських промислових районів (що збільшував русифікаційний процес найважливіших промислових осередків України). Окремим явищем була сезонна міграція (організована і неорганізована) насамперед сільського населення західних областей УРСР. Близько 40% сезонних робітників виїжджало на заробітки до Дніпропетровської, Кіровоградської, Полтавської і Харківської області; деякі й до РРФСР. Переважно на сільськогосподарських роботах, в будівництві та в інших низько оплачуваних галузях виробництва.
Певним показником культурно-освітнього рівня трудових ресурсів є співвідношення між числом осіб, зайнятих фізичною і розумовою працею. За переписами населення у 1959 і 1970 роках, число першої категорії становило 17 370 і 17 603 тис. осіб, другої — 3 488 і 5 668 тис. осіб відповідно. В Україні було помітне підвищення освіти працездатного населення, що впливало на покращення продуктивност праці. Зростання кількості фахівців, зайнятих у народному господарстві з вищою і середньою освітою в УРСР подано в таблиці (у тис.):
| Роки | УРСР  | УРСР у % до СРСР |
| ---- | ----- | ---------------- |
| 1941 | 513   | 21,3             |
| 1965 | 2 333 | 19,3             |
| 1970 | 3 269 | 19,4             |
| 1975 | 4 397 | 19,3             |

## Структура розподілу трудових ресурсів
За сферами діяльності
| Сфери діяльності | Роки | Роки | Роки | Роки | Роки |
| Сфери діяльності | 1960 | 1970 | 1980 | 1985 | 1990 |
| Усього зайнято в народному господарстві | 100  | 100  | 100  | 100  | 100  |
| в галузях матеріального виробництва (включаючи вантажний транспорт, зв'язок по обслуговуванню виробництва, торгівлю і особисте підсобне господарство) | 85.7 | 80   | 76   | 74.9 | 73.8 |
| в невиробничих галузях | 14.5 | 20   | 24   | 25.1 | 26.2 |
| Із загальної кількости зайнятого в народному господарстві населення:                                                                                  |      |      |      |      |      |
| в державних і громадських підприємствах і організаціях (включаючи підприємства споживчої коопреації)                                                  |      | 72.3 | 81.2 | 83.0 | 81.9 |
| в громадському господарстві колгоспів |      | 23.1 | 16.5 | 15.1 | 12.4 |
| в кооперативах з виробництва товарів і надання послуг (без сумісників)                                                                                | —    | —    | —    | —    | 2.4  |
| у сфері індивідуальної праці та ин. | 0.0  | 0.0  | 0.1  | 0.1  | 0.2  |
| В особистому підсобному господарстві | 0    | 4.6  | 2.2  | 1.8  | 2.1  |

За галузями
| Галузі | Роки | Роки | Роки | Роки |
| Галузі | 1960 | 1970 | 1980 | 1990 |
| Усього зайнято в народному господарстві                                                                                               | 100  | 100  | 100  | 100  |
| Промисловість та будівництво | 28.9 | 36.2 | 38.8 | 40.2 |
| Сільське та лісове господарство (в т.ч. підсобне сільське господарство)                                                               | 46.7 | 30.6 | 22.9 | 20.1 |
| Транспорт та зв'язок | 5.9  | 7.6  | 8.2  | 7    |
| Торгівля, громадське харчування, матеріально-технічне постачання та збут, заготівля                                                   | 4.9  | 7    | 7.7  | 7.4  |
| Охорона здоров'я, фізкультура та соціальне забезпечення, народна освіта, культура та мистецтво, наука та наукове обслуговування       | 9.5  | 13.4 | 15.7 | 17.6 |
| Апарат органів державного управління, органи управління кооперативних і громадських організацій, кредитування та державне страхування | 1.6  | 1.9  | 2.3  | 2.2  |
| Інші галузі народного господарства (житлово-комунальне господарство, невиробничі види побутового обслуговування населення та ін.)     | 2.5  | 3.3  | 4.6  | 5.5  |